# ミハル・ドレジャル
ミハル・ドレジャル（Michal Doležal、1978年3月11日 - ）は、チェコ共和国、リベレツ州ヤブロネツ・ナド・ニソウ出身の元スキージャンプ選手。

## プロフィール
ドレジャルは1996年2月のスキーフライング世界選手権兼スキージャンプ・ワールドカップで国際大会にデビューした。
1998年の長野オリンピック代表となり、ノーマルヒル11位、ラージヒルでは2本目に130.5mの大ジャンプを見せて8位となった。
翌シーズンは不調で1999年ノルディックスキー世界選手権ではノーマルヒル31位、ラージヒル34位に終わった。
1999-2000シーズンはザコパネで個人戦自己最高の7位、スキージャンプ週間総合自己最高12位、スキージャンプ・ワールドカップ総合自己最高27位と好調だった。
2001年ノルディックスキー世界選手権ではラージヒル31位、ノーマルヒル38位、ラージヒル団体6位、ノーマルヒル団体7位。2002年ソルトレイクシティオリンピックではノーマルヒル50位、ラージヒル予選落ち、団体12位に終わった。
以後はワールドカップの出場機会も減り、2003年ノルディックスキー世界選手権ノーマルヒル39位、2006-2007シーズン限りで現役を引退した。
2016年よりポーランドナショナルチームのアシスタントトレーナーに就任し、2019年からはチーフトレーナーとして2022年までポーランドチームを率いた。